# Мукапорис
Мукапорис — правитель части Вифинии, живший, по всей видимости, в III веке до н. э.

## Биография
Мукапорис «как некий из царей Вифинии», в честь которого был назван один глубокий с хорошей гаванью пролив, упоминается в сочинении Дионисия Византийского «Плавание по Боспору».
Исследователь О. Л. Габелко подчёркивает, что имя «Мукапорис» было достаточно распространено как в самой Вифинии, так и в соседней Фракии. По всей видимости, в труде Дионисия упомянут какой-то представитель боковой ветви вифинской династии, управлявший частью страны. Среди наиболее возможных кандидатур Габелко называет либо одного из младших сыновей Зипойта, либо одного из братьев Зиэла. В любом случае, этот «царь Мукапорис» должен быть хорошо известен византийцам.